# Candona fluviatilis
Candona fluviatilis är en kräftdjursart som beskrevs av Clarence Clayton Hoff 1942. Candona fluviatilis ingår i släktet Candona och familjen Candonidae. Inga underarter finns listade.